# Norgesmesterskapet 1999
La Norgesmesterskapet 1999 è la 94ª edizione della manifestazione. Iniziata il 4 maggio 1999, si concluse il 30 ottobre 1999 con la finale all'Ullevaal Stadion tra Rosenborg e Brann, vinta dai primi per due a zero. La squadra campione in carica fu lo Stabæk.

## Formula
La competizione fu interamente ad eliminazione diretta. Tutti i turni si svolsero in gara unica, con eventuali tempi supplementari e calci di rigore.

## Calendario

### Primo turno
|                   | Risultato |                  | Data               |
| ----------------- | --------- | ---------------- | ------------------ |
| Steinkjer         | 0-1       | Verdal           | 4 maggio ore 18.30 |
| Runar             | 4-0       | Skarphedin       | 4 maggio ore 19.00 |
| Ranheim           | 4-2       | NTNUI            | 4 maggio ore 19.15 |
| Løv-Ham           | 1-3       | Fana             | 5 maggio ore 9.00  |
| Fredrikstad       | 4-0       | Råde             | 5 maggio ore 18.00 |
| Kåsen             | 0-3       | Viking           | 5 maggio ore 18.00 |
| Strindheim        | 7-1       | Kolstad          | 5 maggio ore 18.00 |
| Nardo             | 1-6       | Mosjøen          | 5 maggio ore 18.00 |
| Sparta Undom      | 1-6       | Moss             | 5 maggio ore 18.30 |
| Rakkestad         | 1-3       | Lyn Oslo         | 5 maggio ore 18.30 |
| Sprint-Jeløy      | 1-0       | Sarpsborg        | 5 maggio ore 18.30 |
| Trøgstad/Båstad   | 4-6       | Abildsø          | 5 maggio ore 18.30 |
| Eidsvold          | 0-3       | Manglerud Star   | 5 maggio ore 18.30 |
| Ski               | 0-2       | Kjelsås          | 5 maggio ore 18.30 |
| Årvoll            | 3-1       | Ullensaker/Kisa  | 5 maggio ore 18.30 |
| Mercantile        | 7-6       | Romerike         | 5 maggio ore 18.30 |
| Bærum             | 0-2       | Grei             | 5 maggio ore 18.30 |
| HamKam            | 2-1       | Lørenskog        | 5 maggio ore 18.30 |
| Lom               | 1-3       | Faaberg          | 5 maggio ore 18.30 |
| Nordre Land       | 1-4       | Raufoss          | 5 maggio ore 18.30 |
| Gjøvik-Lyn        | 3-0       | Jevnaker         | 5 maggio ore 18.30 |
| Tollnes           | 2-1       | Eik-Tønsberg     | 5 maggio ore 18.30 |
| Pors Grenland     | 0-3       | Ørn-Horten       | 5 maggio ore 18.30 |
| Seljord           | 0-5       | Odd Grenland     | 5 maggio ore 18.30 |
| Våg               | 0-4       | Start            | 5 maggio ore 18.30 |
| Mandalskameratene | 0-2       | Vigør            | 5 maggio ore 18.30 |
| Bryne             | 5-0       | Flekkefjord      | 5 maggio ore 18.30 |
| Vedavåg           | 1-3       | Ålgård           | 5 maggio ore 18.30 |
| Sandnes Ulf       | 4-5       | Vidar            | 5 maggio ore 18.30 |
| Randaberg         | 1-2       | Sola             | 5 maggio ore 18.30 |
| Nord              | 1-2       | Vard Haugesund   | 5 maggio ore 18.30 |
| Tornado           | 0-2       | Florø            | 5 maggio ore 18.30 |
| Ørsta             | 3-1       | Skarbøvik        | 5 maggio ore 18.30 |
| Hødd              | 2-0       | Aalesund         | 5 maggio ore 18.30 |
| Spjelkavik        | 1-8       | Molde            | 5 maggio ore 18.30 |
| Sunndal           | 2-1       | Averøykameratene | 5 maggio ore 18.30 |
| KFK Char'kov      | 0-2       | Clausenengen     | 5 maggio ore 18.30 |
| Tiller            | 0-4       | Byåsen           | 5 maggio ore 18.30 |
| Melhus            | 0-3       | Rosenborg        | 5 maggio ore 18.30 |
| Vinne             | 0-4       | Bodø/Glimt       | 5 maggio ore 18.30 |
| Stålkameratene    | 4-5       | Mo               | 5 maggio ore 18.30 |
| Finnsnes          | 5-3       | Senja            | 5 maggio ore 18.30 |
| Skarp             | 5-1       | Kirkenes         | 5 maggio ore 18.30 |
| Skjervøy          | 3-2       | Tromsdalen       | 5 maggio ore 18.30 |
| Salangen          | 0-8       | Tromsø           | 5 maggio ore 18.30 |
| Hammerfest        | 0-4       | Alta             | 5 maggio ore 18.30 |
| Lisleby           | 0-4       | Lillestrøm       | 5 maggio ore 19.00 |
| Asker             | 0-1       | Ullern           | 5 maggio ore 19.00 |
| Fagerborg         | 0-6       | Vålerenga        | 5 maggio ore 19.00 |
| Korsvoll          | 0-3       | Skeid            | 5 maggio ore 19.00 |
| Elverum           | 2-4       | Kongsvinger      | 5 maggio ore 19.00 |
| Drafn             | 1-2       | Hønefoss         | 5 maggio ore 19.00 |
| Sandefjord        | 2-1       | Drøbak/Frogn     | 5 maggio ore 19.00 |
| Borre             | 1-4       | Strømsgodset     | 5 maggio ore 19.00 |
| Kopervik          | 0-2       | Haugesund        | 5 maggio ore 19.00 |
| Stord             | 0-1       | Os               | 5 maggio ore 19.00 |
| Fyllingen         | 6-2       | Radøy/Manger     | 5 maggio ore 19.00 |
| Kleppestø         | 3-4       | Åsane            | 5 maggio ore 19.00 |
| Nordhordland      | 0-3       | Brann            | 5 maggio ore 19.00 |
| Førde             | 0-2       | Sogndal          | 5 maggio ore 19.00 |
| Lofoten           | 4-2       | Harstad          | 5 maggio ore 19.00 |
| Tynset            | 0-3       | Nybergsund       | 5 maggio ore 19.30 |
| Frigg             | 1-5       | Stabæk           | 5 maggio ore 20.00 |
| Gevir Bodø        | 0-5       | Mjølner          | 5 maggio ore 20.00 |

### Secondo turno
|                | Risultato |              | Data                |
| -------------- | --------- | ------------ | ------------------- |
| Vard Haugesund | 0-2       | Viking       | 19 maggio ore 17.00 |
| Grei           | 0-1       | Ullern       | 19 maggio ore 18.30 |
| Abildsø        | 0-3       | Stabæk       | 19 maggio ore 18.30 |
| Faaberg        | 0-1       | Lillestrøm   | 19 maggio ore 18.30 |
| Nybergsund     | 0-2       | Vålerenga    | 19 maggio ore 18.30 |
| Vigør          | 1-6       | Start        | 19 maggio ore 18.30 |
| Sola           | 2-4       | Bryne        | 19 maggio ore 18.30 |
| Ørsta          | 3-1       | Hødd         | 19 maggio ore 18.30 |
| Mosjøen        | 0-2       | Bodø/Glimt   | 19 maggio ore 18.30 |
| Mo             | 2-1       | Lofoten      | 19 maggio ore 18.30 |
| Tromsø         | 3-1       | Skjervøy     | 19 maggio ore 18.30 |
| Alta           | 3-2       | Skarp        | 19 maggio ore 18.30 |
| Moss           | 3-0       | Runar        | 19 maggio ore 19.00 |
| Mercantile     | 0-1       | Skeid        | 19 maggio ore 19.00 |
| Manglerud Star | 2-3       | Kongsvinger  | 19 maggio ore 19.00 |
| Kjelsås        | 3-0       | Sprint-Jeløy | 19 maggio ore 19.00 |
| Hønefoss       | 0-5       | Fredrikstad  | 19 maggio ore 19.00 |
| Strømsgodset   | 4-0       | Tollnes      | 19 maggio ore 19.00 |
| Ørn-Horten     | 0-1       | Lyn Oslo     | 19 maggio ore 19.00 |
| Odd Grenland   | 1-0       | Sandefjord   | 19 maggio ore 19.00 |
| Ålgård         | 4-3       | Vidar        | 19 maggio ore 19.00 |
| Os             | 4-3       | Fyllingen    | 19 maggio ore 19.00 |
| Åsane          | 1-4       | Haugesund    | 19 maggio ore 19.00 |
| Fana           | 0-2       | Brann        | 19 maggio ore 19.00 |
| Clausenengen   | 0-1       | Strindheim   | 19 maggio ore 19.00 |
| Verdal         | 0-1       | Byåsen       | 19 maggio ore 19.00 |
| Raufoss        | 7-0       | Årvoll       | 19 maggio ore 19.00 |
| Mjølner        | 6-1       | Finnsnes     | 19 maggio ore 19.00 |
| Gjøvik-Lyn     | 2-1       | HamKam       | 20 maggio ore 18.30 |
| Florø          | 0-3       | Sogndal      | 21 maggio ore 18.30 |
| Molde          | 6-0       | Sunndal      | 8 giugno ore 19.00  |
| Rosenborg      | 5-0       | Ranheim      | 9 giugno ore 19.00  |

### Terzo turno
|             | Risultato |              | Data                |
| ----------- | --------- | ------------ | ------------------- |
| Mjølner     | 1-9       | Rosenborg    | 22 giugno ore 19.00 |
| Alta        | 1-6       | Tromsø       | 23 giugno ore 15.00 |
| Lyn Oslo    | 2-1       | Start        | 23 giugno ore 17.30 |
| Bodø/Glimt  | 9-0       | Mo           | 23 giugno ore 17.30 |
| Kongsvinger | 1-0       | Bryne        | 23 giugno ore 18.00 |
| Viking      | 5-0       | Ålgård       | 23 giugno ore 18.00 |
| Strindheim  | 1-3       | Molde        | 23 giugno ore 18.00 |
| Byåsen      | 1-2       | Moss         | 23 giugno ore 18.00 |
| Ullern      | 0-2       | Odd Grenland | 23 giugno ore 18.30 |
| Stabæk      | 6-1       | Gjøvik-Lyn   | 23 giugno ore 18.30 |
| Haugesund   | 5-1       | Strømsgodset | 23 giugno ore 18.30 |
| Brann       | 3-1       | Ørsta        | 23 giugno ore 18.30 |
| Fredrikstad | 0-3       | Vålerenga    | 23 giugno ore 19.00 |
| Lillestrøm  | 3-0       | Os           | 23 giugno ore 19.00 |
| Skeid       | 3-4       | Raufoss      | 23 giugno ore 19.00 |
| Sogndal     | 0-2       | Kjelsås      | 23 giugno ore 19.00 |

### Quarto turno
|              | Risultato |             | Data                |
| ------------ | --------- | ----------- | ------------------- |
| Kjelsås      | 2-3       | Molde       | 29 giugno ore 18.00 |
| Vålerenga    | 1-3       | Brann       | 30 giugno ore 18.00 |
| Tromsø       | 2-1       | Stabæk      | 30 giugno ore 18.00 |
| Lillestrøm   | 3-1       | Haugesund   | 30 giugno ore 18.30 |
| Odd Grenland | 2-1       | Viking      | 30 giugno ore 18.30 |
| Rosenborg    | 4-1       | Moss        | 30 giugno ore 18.30 |
| Bodø/Glimt   | 2-4       | Lyn Oslo    | 30 giugno ore 18.30 |
| Raufoss      | 2-1       | Kongsvinger | 30 giugno ore 19.00 |

### Quinto turno
|          | Risultato |              | Data                |
| -------- | --------- | ------------ | ------------------- |
| Tromsø   | 5-0       | Raufoss      | 4 agosto ore 18.00  |
| Brann    | 3-2       | Odd Grenland | 4 agosto ore 19.00  |
| Lyn Oslo | 1-2       | Rosenborg    | 5 agosto ore 19.00  |
| Molde    | 3-0       | Lillestrøm   | 25 agosto ore 16.00 |

### Semifinali
|           | Risultato |        | Data                   |
| --------- | --------- | ------ | ---------------------- |
| Rosenborg | 2-1       | Tromsø | 26 settembre ore 19.00 |
| Molde     | 3-4       | Brann  | 3 ottobre ore 16.00    |

### Finale
| Arbitro: | Øvrebø |

|                           |           |  |
| Sørensen 49’ Sørensen 56’ | Marcatori |  |

| Rosenborg | Brann |

#### Formazioni
| Rosenborg (4-3-3) |    |                     |     |
|                   |    |                     |     |
| POR               | 1  | Jørn Jamtfall       | 90’ |
| TD                | 2  | André Bergdølmo     |     |
| DC                | 4  | Bjørn Otto Bragstad |     |
| DC                | 6  | Roar Strand         | 33’ |
| TS                | 3  | Erik Hoftun         |     |
| CEN               | 19 | Fredrik Winsnes     | 64’ |
| CEN               | 10 | Bent Skammelsrud    |     |
| CEN               | 7  | Ørjan Berg          | 90’ |
| ATT               | 8  | Jan-Derek Sørensen  |     |
| ATT               | 9  | John Carew          |     |
| ATT               | 11 | Mini Jakobsen       | 69’ |
| A disposizione:   |    |                     |     |
| POR               | 12 | Árni Gautur Arason  | 90’ |
| DIF               | 20 | Bent Inge Johnsen   | 90’ |
| ATT               | 21 | Tore André Dahlum   | 69’ |
| Allenatore:       |    |                     |     |
| Nils Arne Eggen   |    |                     |     |

| Brann (4-5-1)  |    |                      |     |     |
|                |    |                      |     |     |
| POR            | 12 | Magnus Kihlstedt     |     |     |
| TD             | 9  | Geirmund Brendesæter |     |     |
| DC             | 16 | Per-Ove Ludvigsen    |     |     |
| DC             | 6  | Harri Ylönen         | 90’ | 67’ |
| TS             | 4  | Arne Vidar Moen      |     |     |
| CLD            | 2  | Cato Guntveit        |     |     |
| CEN            | 5  | Roger Helland        |     |     |
| CEN            | 21 | Jan Ove Pedersen     |     |     |
| CEN            | 17 | Svante Samuelsson    |     |     |
| CLS            | 27 | Raymond Kvisvik      |     |     |
| ATT            | 22 | Thorstein Helstad    | 88’ |     |
| A disposizione |    |                      |     |     |
| ATT            | 11 | Mons Ivar Mjelde     | 90’ |     |
| ATT            | 18 | Azar Karadas         | 88’ |     |
| Allenatore:    |    |                      |     |     |
| Harald Aabrekk |    |                      |     |     |